# Championnat d'Afrique des clubs champions féminin de volley-ball 2010
Navigation
Édition précédente Édition suivante
Le 20e championnat d'Afrique des clubs de volley-ball féminin s'est déroulé du 10 au 16 mai 2010 à Vacoas-Phœnix à Maurice.

## Compétition

### Club en compétition
| Pays                             | Nombre d'équipes | Équipes                                                                    |
| -------------------------------- | ---------------- | -------------------------------------------------------------------------- |
| Afrique du Sud                   | 1                | Quantum Volleyball Club                                                    |
| Algérie                          | 2                | Ghalia Sportif de Chlef Association sportive de la wilaya de Béjaïa        |
| Botswana                         | 1                | Kutlwano Volleyball Club                                                   |
| Burundi                          | 1                | Les AS volley                                                              |
| Cameroun                         | 2                | Institut national de la jeunesse et des sports Bafia volley-ball évolution |
| République démocratique du Congo | 2                | Volley-ball Club Canon de Ndjili VC Vita Club                              |
| Kenya                            | 3                | Kenya Pipelines Kenya Prisons Kenya Commercial Bank SC                     |
| Maurice                          | 1                | Tranquebar Black Rangers volleyball Club                                   |
| Rwanda                           | 1                | Armée patriotique rwandaise Volleyball Club                                |
| Seychelles                       | 1                | Anse Royale volleyball                                                     |

### Premier tour

#### Poule A
| # | Équipe          | Pts | J | G | P | Sp | Sc | Ratio | Pp  | Pc  | Ratio |
| - | --------------- | --- | - | - | - | -- | -- | ----- | --- | --- | ----- |
| 1 | Bafia évolution | 4   | 2 | 2 | 0 | 6  | 2  | 3     | 175 | 154 | 1.136 |
| 2 | Tranquebar BR   | 3   | 2 | 1 | 1 | 3  | 4  | 0.75  | 152 | 156 | 0.974 |
| 3 | Kutlwano VBC    | 2   | 2 | 0 | 2 | 3  | 6  | 0.5   | 181 | 198 | 0.914 |

| Date     | Match                           | Résultat | Sets  | Sets  | Sets  | Sets  | Sets | Total Points |
| Date     | Match                           | Résultat | 1     | 2     | 3     | 4     | 5    | Total Points |
| -------- | ------------------------------- | -------- | ----- | ----- | ----- | ----- | ---- | ------------ |
| 10.05.10 | Tranquebar BR - Kutlwano VBC    | 3 - 1    | 23-25 | 25-16 | 25-17 | 25-23 | -    | 98-81        |
| 11.05.10 | Bafia évolution - Kutlwano VBC  | 3 - 2    | 13-25 | 22-25 | 25-21 | 25-22 | 15-7 | 100-100      |
| 12.05.10 | Bafia évolution - Tranquebar BR | 3 - 0    | 25-21 | 25-15 | 25-20 | -     | -    | 75- 56       |

#### Poule B
| # | Équipe                   | Pts | J | G | P | Sp | Sc | Ratio | Pp  | Pc  | Ratio |
| - | ------------------------ | --- | - | - | - | -- | -- | ----- | --- | --- | ----- |
| 1 | Kenya Commercial Bank SC | 5   | 3 | 2 | 1 | 8  | 4  | 2     | 275 | 229 | 1.201 |
| 2 | APR VBC                  | 5   | 3 | 2 | 1 | 6  | 4  | 1.5   | 229 | 195 | 1.174 |
| 3 | GS Chlef                 | 5   | 3 | 2 | 1 | 7  | 7  | 1     | 270 | 303 | 0.891 |
| 4 | Canon de Ndjili          | 2   | 3 | 0 | 2 | 3  | 9  | 0.333 | 231 | 278 | 0.831 |

| Date     | Match                                   | Résultat | Sets  | Sets  | Sets  | Sets  | Sets  | Total Points |
| Date     | Match                                   | Résultat | 1     | 2     | 3     | 4     | 5     | Total Points |
| -------- | --------------------------------------- | -------- | ----- | ----- | ----- | ----- | ----- | ------------ |
| 10.05.10 | GS Chlef - Canon de Ndjili              | 3 - 2    | 23-25 | 25-18 | 18-25 | 26-24 | 15-10 | 107-102      |
| 10.05.10 | APR VBC - Kenya Commercial Bank         | 0 - 3    | 19-25 | 16-25 | 22-25 | -     | -     | 57- 75       |
| 11.05.10 | GS Chlef - Kenya Commercial Bank        | 3 - 2    | 25-22 | 16-25 | 16-25 | 25-20 | 15-12 | 97-104       |
| 11.05.10 | APR VBC - Canon de Ndjili               | 3 - 0    | 25-16 | 25-15 | 25-23 | -     | -     | 75- 54       |
| 12.05.10 | GS Chlef - APR VBC                      | 3 - 1    | 22-25 | 25-10 | 25-19 | 25-12 | -     | 97- 66       |
| 12.05.10 | Kenya Commercial Bank - Canon de Ndjili | 3 - 1    | 21-25 | 25-10 | 25-23 | 25-17 | -     | 96- 75       |

#### Poule C
| # | Équipe          | Pts | J | G | P | Sp | Sc | Ratio | Pp  | Pc  | Ratio |
| - | --------------- | --- | - | - | - | -- | -- | ----- | --- | --- | ----- |
| 1 | Kenya Pipelines | 6   | 3 | 3 | 0 | 9  | 2  | 4.5   | 263 | 177 | 1.486 |
| 2 | ASW Béjaïa      | 5   | 3 | 2 | 1 | 8  | 3  | 2.667 | 236 | 206 | 1.146 |
| 3 | VC Vita Club    | 4   | 3 | 1 | 2 | 3  | 6  | 0.5   | 175 | 204 | 0.858 |
| 4 | Quantum VBC     | 3   | 3 | 0 | 3 | 0  | 9  | 0     | 138 | 225 | 0.613 |

| Date     | Match                          | Résultat | Sets  | Sets  | Sets  | Sets  | Sets  | Total Points |
| Date     | Match                          | Résultat | 1     | 2     | 3     | 4     | 5     | Total Points |
| -------- | ------------------------------ | -------- | ----- | ----- | ----- | ----- | ----- | ------------ |
| 10.05.10 | ASW Béjaïa - Kenya Pipelines   | 2 - 3    | 25-22 | 25-23 | 10-25 | 10-25 | 16-18 | 86- 113      |
| 10.05.10 | Quantum VBC - VC Vita Club     | 0 - 3    | 18-25 | 17-25 | 19-25 | -     | -     | 54-75        |
| 11.05.10 | ASW Béjaïa - VC Vita Club      | 3 - 0    | 25-17 | 25-17 | 25-16 | -     | -     | 75-50        |
| 11.05.10 | Quantum VBC - Kenya Pipelines  | 0 - 3    | 18-25 | 10-25 | 13-25 | -     | -     | 41-75        |
| 12.05.10 | ASW Béjaïa - Quantum VBC       | 3 - 0    | 25-15 | 25-16 | 25-12 | -     | -     | 75-43        |
| 12.05.10 | VC Vita Club - Kenya Pipelines | 0 - 3    | 20-25 | 15-25 | 15-25 | -     | -     | 50-75        |

#### Poule D
| # | Équipe        | Pts | J | G | P | Sp | Sc | Ratio | Pp  | Pc  | Ratio |
| - | ------------- | --- | - | - | - | -- | -- | ----- | --- | --- | ----- |
| 1 | Kenya Prisons | 6   | 3 | 3 | 0 | 9  | 0  | MAX   | 225 | 121 | 1.86  |
| 2 | INJS Yaoundé  | 5   | 3 | 2 | 1 | 6  | 3  | 2     | 196 | 162 | 1.21  |
| 4 | Anse Royale   | 4   | 3 | 1 | 2 | 3  | 6  | 0.5   | 185 | 177 | 1.045 |
| 3 | Les AS        | 3   | 3 | 0 | 3 | 0  | 9  | 0     | 79  | 225 | 0.351 |

| Date     | Match                       | Résultat | Sets  | Sets  | Sets  | Sets | Sets | Total Points |
| Date     | Match                       | Résultat | 1     | 2     | 3     | 4    | 5    | Total Points |
| -------- | --------------------------- | -------- | ----- | ----- | ----- | ---- | ---- | ------------ |
| 10.05.10 | Anse Royale - INJS          | 3 - 0    | 25-20 | 25-15 | 25-23 | -    | -    | 75-58        |
| 10.05.10 | Les AS - Kenya Prisons      | 0 - 3    | 10-25 | 45748 | 9-25  | -    | -    | 23-75        |
| 11.05.10 | Anse Royale - Les AS        | 3 - 0    | 25-10 | 25-6  | 25-11 | -    | -    | 75- 27       |
| 11.05.10 | Kenya Prisons - INJS        | 3 - 0    | 25-16 | 25-17 | 25-13 | -    | -    | 75- 46       |
| 12.05.10 | Anse Royale - Kenya Prisons | 0 - 3    | 17-25 | 16-25 | 19-25 | -    | -    | 52- 75       |
| 12.05.10 | INJS - Les AS               | 3 - 0    | 25-7  | 25-15 | 25-7  | -    | -    | 75- 29       |

### Phase finale

#### Places 1 à 4
|  | Quarts de finale 14 mai 2010 | Quarts de finale 14 mai 2010 |                         |                          | Demi-finales 15 mai 2010 | Demi-finales 15 mai 2010 |   |  | Finale 16 mai 2010       | Finale 16 mai 2010      |
|  | Quarts de finale 14 mai 2010 | Quarts de finale 14 mai 2010 |                         |                          | Demi-finales 15 mai 2010 | Demi-finales 15 mai 2010 |   |  | Finale 16 mai 2010       | Finale 16 mai 2010      |
|  |                              |                              |                         |                          |                          |                          |   |  |                          |                         |
|  | 9-25 27-25 25-20 26-24       | 9-25 27-25 25-20 26-24       |                         |                          | 12-25 11-25 25-18 11-25  | 12-25 11-25 25-18 11-25  |   |  | 25-23 14-25 10-25 21-25  | 25-23 14-25 10-25 21-25 |
|  | 9-25 27-25 25-20 26-24       | 9-25 27-25 25-20 26-24       |                         |                          | 12-25 11-25 25-18 11-25  | 12-25 11-25 25-18 11-25  |   |  | 25-23 14-25 10-25 21-25  | 25-23 14-25 10-25 21-25 |
|  | Bafia évolution              | 3                            |                         |                          | 12-25 11-25 25-18 11-25  | 12-25 11-25 25-18 11-25  |   |  | 25-23 14-25 10-25 21-25  | 25-23 14-25 10-25 21-25 |
|  | Bafia évolution              | 3                            |                         |                          | 12-25 11-25 25-18 11-25  | 12-25 11-25 25-18 11-25  |   |  | 25-23 14-25 10-25 21-25  | 25-23 14-25 10-25 21-25 |
|  | INJS Yaoundé                 | 1                            |                         |                          | 12-25 11-25 25-18 11-25  | 12-25 11-25 25-18 11-25  |   |  | 25-23 14-25 10-25 21-25  | 25-23 14-25 10-25 21-25 |
|  | INJS Yaoundé                 | 1                            | Bafia évolution         | 1                        |                          |                          |   |  | 25-23 14-25 10-25 21-25  | 25-23 14-25 10-25 21-25 |
|  | 18-25 20-25 22-25            |                              | Bafia évolution         | 1                        |                          |                          |   |  | 25-23 14-25 10-25 21-25  | 25-23 14-25 10-25 21-25 |
|  |                              | Kenya Pipelines              | 3                       |                          |                          |                          |   |  | 25-23 14-25 10-25 21-25  | 25-23 14-25 10-25 21-25 |
|  | APR VBC                      | Kenya Pipelines              | 3                       | 0                        |                          |                          |   |  | 25-23 14-25 10-25 21-25  | 25-23 14-25 10-25 21-25 |
|  | APR VBC                      |                              |                         | 0                        |                          |                          |   |  | 25-23 14-25 10-25 21-25  | 25-23 14-25 10-25 21-25 |
|  | Kenya Pipelines              | 3                            |                         |                          |                          |                          |   |  | 25-23 14-25 10-25 21-25  | 25-23 14-25 10-25 21-25 |
|  | Kenya Pipelines              | 3                            | Kenya Pipelines         | 1                        |                          |                          |   |  |                          |                         |
|  | 15-25 19-25 23-25            |                              | Kenya Pipelines         | 1                        |                          |                          |   |  |                          |                         |
|  |                              | Kenya Prisons                | 3                       |                          |                          |                          |   |  |                          |                         |
|  | Tranquebar BR                | Kenya Prisons                | 3                       | 0                        |                          |                          |   |  |                          |                         |
|  | Tranquebar BR                | 25-12 25-15 25-15            |                         | 0                        |                          |                          |   |  |                          |                         |
|  | Kenya Prisons                | 3                            |                         |                          |                          |                          |   |  |                          |                         |
|  | Kenya Prisons                | 3                            | Kenya Prisons           | 3                        |                          |                          |   |  |                          |                         |
|  | 25-21 18-25 18-25 30-28 15-8 | 25-21 18-25 18-25 30-28 15-8 | Kenya Prisons           | 3                        | Match pour la 3e place   | Match pour la 3e place   |   |  |                          |                         |
|  | 25-21 18-25 18-25 30-28 15-8 | 25-21 18-25 18-25 30-28 15-8 |                         | Kenya Commercial Bank SC | Match pour la 3e place   | Match pour la 3e place   | 0 |  |                          |                         |
|  | Kenya Commercial Bank SC     | 3                            | 21-25 27-25 18-25 17-25 | 21-25 27-25 18-25 17-25  |                          |                          | 0 |  |                          |                         |
|  | Kenya Commercial Bank SC     | 3                            | 21-25 27-25 18-25 17-25 | 21-25 27-25 18-25 17-25  |                          |                          |   |  |                          |                         |
|  | ASW Béjaïa                   | 2                            |                         | Bafia évolution          | 1                        |                          |   |  |                          |                         |
|  | ASW Béjaïa                   | 2                            |                         | Bafia évolution          | 1                        |                          |   |  |                          |                         |
|  |                              |                              |                         |                          |                          |                          |   |  | Kenya Commercial Bank SC | 3                       |
|  |                              |                              |                         |                          |                          |                          |   |  | Kenya Commercial Bank SC | 3                       |

## Classement final
| Rang                        | Équipe                   |
| --------------------------- | ------------------------ |
| Médaille d'or, Afrique      | Kenya Prisons            |
| Médaille d'argent, Afrique  | Kenya Pipelines          |
| Médaille de bronze, Afrique | Kenya Commercial Bank SC |
| 4                           | Bafia évolution          |
| 5                           |                          |
| 6                           |                          |
| 7                           |                          |
| 8                           |                          |
| 9                           |                          |
| 10                          |                          |
| 11                          |                          |
| 12                          |                          |
| 13                          |                          |
| 14                          |                          |
| 15                          |                          |

## Récompenses
- MVP :  Brackcides Khadambi (Kenya Prison)[1]
- Meilleure attaquante :  Lydia Jepotib Maiyo (Kenya Prison)[1]
- Meilleure contreuse :  Brackcides Khadambi (Kenya Prison)[1]
- Meilleure serveuse :  Dinan Namukuru Khisha (Kenya Prison)[1]
- Meilleure passeuse :  Jane Wairimu Wacu (Kenya Prison)[1]
- Meilleure libero :  Mildred Odwako (KC Bank)[1]
- Meilleure réceptionneuse :  Lucy Chege (Kenya Pipeline)[1]
- Meilleure défenseure :  Asha Makuto (Kenya Pipeline)[1]